# 王立バイエルン邦有鉄道PtL2/2型蒸気機関車
王立バイエルン邦有鉄道PtL2/2型蒸気機関車（おうりつバイエルンほうゆうてつどうPtL2/2がたじょうききかんしゃ、ドイツ語: Bayerische PtL 2/2）は、王立バイエルン邦有鉄道（バイエルン国鉄）の主に支線で運行されていた小型過熱式蒸気機関車である。PtL2/2型はさらに3種類に分類され、このうち2種類はドイツ国営鉄道（ドイツ国鉄）により98.3形となって、さらに第二次世界大戦後のドイツ連邦鉄道（西ドイツ国鉄）にも継承された。
すべての種類が車軸配置Bで、ワンマン運転を可能とする半自動重力式給炭装置を備え、手すりの付いたデッキを前後に備えて安全に客車に移動できるようになっていた。また側面に3枚の窓を備えた大きな運転台が、ボイラーから煙室までをすべて覆うように載せられていた。この特徴から「ガラス箱」(Glaskasten) という愛称が付けられていた。

## 1905年モデル
1905年から1906年にかけて、クラウスが4501号から4506号の機関車を納入した。これは台枠の内側、2つの車軸の間に駆動系が収められていた。1906年に製造された3両は、シリンダーの直径が285 mmから305 mmに拡大されていた。2つの動軸は、ジャック軸と外部の連結棒により駆動されていた。よく知られている後に製造された派生形とは異なり、この「旧型ガラス箱」では水タンクは貫通路の上に設置されていたが、客車への行き来は阻害しないように配慮されていた。
これと競合する設計の機関車は、マッファイが製造した王立バイエルン邦有鉄道ML2/2型蒸気機関車となる。
ドイツ国鉄の1923年の改番計画では、これら6両は98 301 - 98 306となるはずであったが。実際にはこの年にすべて運用を終了した。この理由は、内側に収められた駆動機構の保守作業が困難であるためであった。

## 1908年モデルおよび1911年モデル
1908年から1909年にかけて、クラウスは29両を納入した。これは従来型の外部に配置された機構で車輪を駆動するようにされていたが、車軸の間におかれたジャック軸を介して駆動することは変わらなかった。4507 - 4535の番号を与えられた。この動力機構の配置により、水タンクをボイラーの下部に収めることができ、貫通路に余裕を持つことができた。
1910年にプロイセン邦有鉄道がこの形式の機関車を3両購入してプロイセン邦有鉄道T2型蒸気機関車とし、アルトナ6081号、6082号、エルバーフェルト6041号として配置した（T2型には形態の異なる車両が混在している、この3両は表内に含められていない）。
1911年と1914年に、さらに9両と4両に分けて2回の納入が王立バイエルン邦有鉄道に対して行われ、4536号から4548号となった。これらの機関車では、ジャック軸はなくなり軸距は3,200 mmから2,700 mmに短縮された。1909年までに製造された機関車に比べると、全長も短くなり重量も軽くなった。
ドイツ国鉄はこれらのうち22両を引き継いで、98 301 - 98 322とした。このうち9両が最初のジャック軸付の車両であった。

## その後の運用
2両が1942年に工場へ売却され、1両は第二次世界大戦で破壊され、1両（98 304）は大戦後オーストリアに残された。この機関車はオーストリア連邦鉄道（オーストリア国鉄）により688.01形とされたが、1959年に運用終了した。
残りの機関車は西ドイツ国鉄に引き継がれたが、ほとんどは1950年代に運用終了した。98 307は1963年までシュパルトとゲオルゲンスグミュントの間で使用され、「シュパルトのヤギ」(Spalter Bockel) と呼ばれていた。この車両は、ニュルンベルク交通博物館からの貸し出しでノイエンマルクト - ヴィルスベルクのドイツ蒸気機関車博物館(独: Deutsches Dampflokomotiv-Museum)に保存されたが、走行可能ではない。また1925年から、PtL2/2型4515号がニュルンベルク交通博物館に保存されている。この機関車はカットモデルとなっていたが、2005年10月に起きたニュルンベルク西機関区の火災に巻き込まれてしまった。

### 98 321
98 321は1938年に機関車仲介業者の手を経てニーダーザクセン州鉄道局のフェルデン-ヴァルスローダー線へ渡った。1947年にこの機関車はクルップによって改造された。火室より後ろに操作の弁類が配置され通常型の運転台にされ、半自動重力式給炭装置は通常の焚火口からの給炭に改められた。フェルデンにおいて完成し、298号として運行を再開したのは1950年であった。2個の元空気タンクが追加の水タンクとして装備された。運行はわずか1956年初頭までで終了し、スクラップ業者に売却された。